# Bonyhád
Bonyhád é uma cidade da Hungria, situada no condado de Tolna. Tem 72,14 km² de área e sua população em 2019 foi estimada em 12.982 habitantes.